# Thorey-sous-Charny
Thorey-sous-Charny – miejscowość i gmina we Francji, w regionie Burgundia-Franche-Comté, w departamencie Côte-d’Or.
Według danych na rok 1990 gminę zamieszkiwało 191 osób, a gęstość zaludnienia wynosiła 17 osób/km² (wśród 2044 gmin Burgundii Thorey-sous-Charny plasuje się na 720. miejscu pod względem liczby ludności, natomiast pod względem powierzchni na miejscu 843.).